# Lloyd Richards
Lloyd Richards (Toronto, 29 giugno 1919 – New York, 29 giugno 2006) è stato un regista canadese.

## Biografia
Lloyd Richards nacque a Toronto ma crebbe a Detroit, negli Stati Uniti. Studiò legge alla Wayne University e dopo lo scoppio della seconda guerra mondiale si arruolò nell'esercito statunitense e combatté con l'United States Army Air Forces.
Nel corso della sua carriera come regista teatrale a Broadway ebbe il merito di portare al successo numerosi drammaturghi afroamericani, a partire dal debutto a Broadway di A Raisin in the Sun di Lorraine Hansberry (1959) e Ma Rainey's Black Bottom di August Wilson (1984). Nel 1987 vinse il Tony Award alla miglior regia di un'opera teatrale per aver diretto la prima di Fences a Broadway.
Come direttore del National Playwrights Conference di Waterford, Richards aiutò numerosi drammaturghi a portare in scena le proprie opere, svolgendo un ruolo chiave nella creazione e nello sviluppo di drammi e commedie di August Wilson, Wendy Wasserstein, Christopher Durang e David Henry Hwang. Dal 1979 al 1991 fu il rettore della accademia di teatro dell'Università Yale, che gli conferì il titolo di professore emerito al momento del pensionamento.